# أوقح
أوقح قرية سعودية، تتبع مركز السديرة التابعة لمحافظة الطائف في منطقة مكة المكرمة. تقع في جنوب شرق الطائف، وتبعد عنها قرابة 70 كم.

## القرية
تبعد القرية عن المركز حوالي 20 كيلو مترا باتجاه الجنوب الشرقي، نوع الطريق وعر. أقرب مدينة أو قرية بها صحة هو مركز السديرة التي تبعد عن القرية 20 كم. خدمات التعليم: مدرسة العولة الابتدائية ومدرسة العولة المتوسطة بنين. بالإضافة لوجود كهرباء عامة وخدمة بلدية وخدمة بريد وبث تلفزيوني.